# 北条政子産湯の井戸

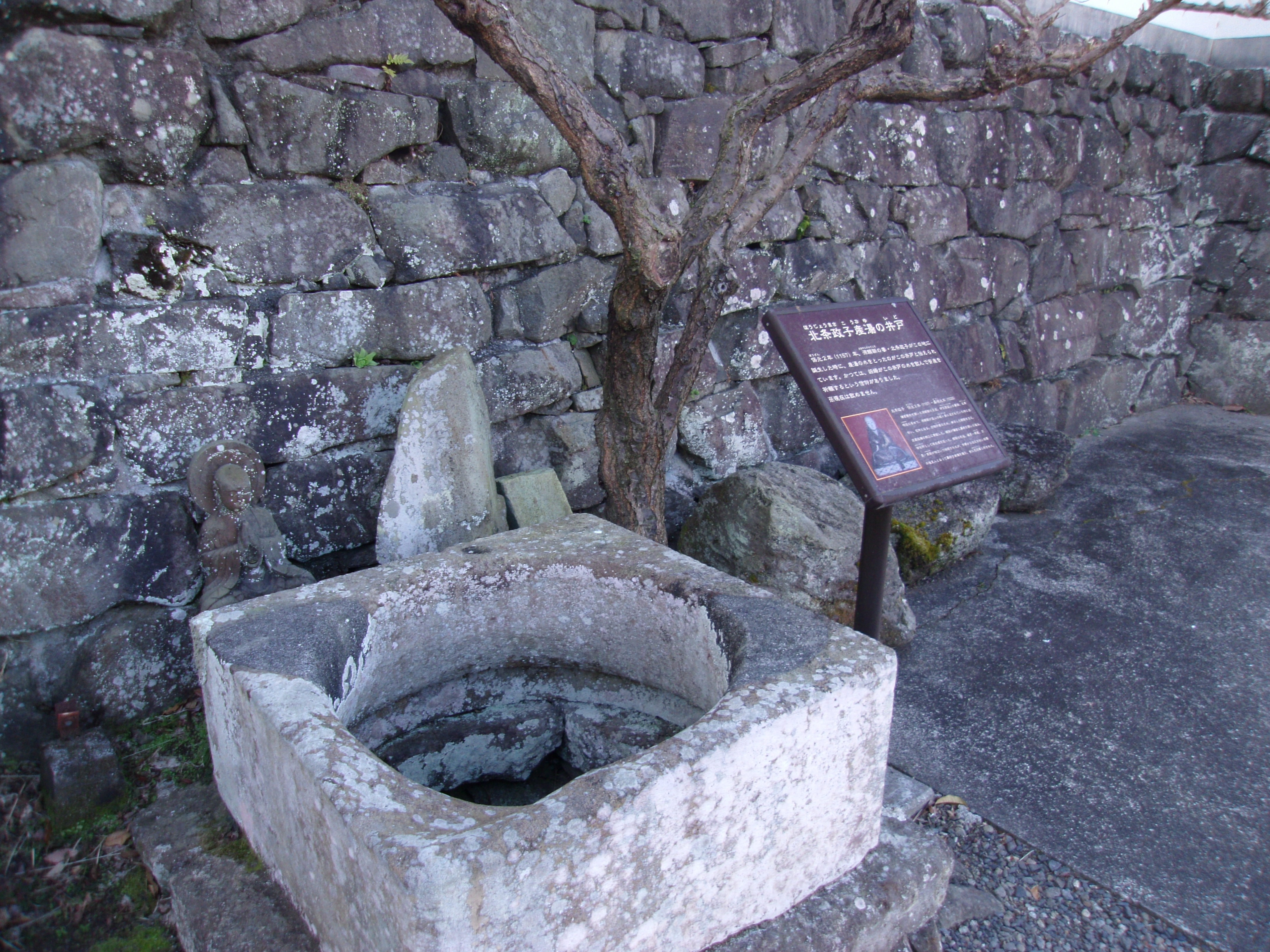
北条政子産湯の井戸

北条政子産湯の井戸（ほうじょうまさこうぶゆのいど）は、静岡県伊豆の国市にある旧跡である。北条氏邸・円成寺跡の東側に位置する井戸であるため、いつの頃からか「政子産湯の井戸」と呼ばれるようになった。本当の北条政子産湯の井戸は隣接する北条氏邸内にあったと考えられる。実際は石造りの井戸で明らかに江戸時代以降の井戸である。かつては近隣の人々の間にこの井戸に安産を願うという信仰などもあったという。

## 場所
案内板があまりなく、一般観光客には非常に分かりにくいところにある。小学生の遠足でもこの井戸を見つけられずに迷っていることがある。国道136号線で、JA伊豆の国北条支店の信号を西に入っていくと、「伝堀越御所」の看板がある。その反対側に「政子産湯の井戸」の石碑があり、この石碑は東急グループの五島慶太が建てたと刻まれている。これは、かつて東急グループがこの付近の土地一帯を所有していたためと考えられる。井戸はここを曲がってさらに奥に入ったつきあたりにあり、私有地であるが、誰でも見ることができるようになっている。